# Gerard Francisco Timoner
Gerard Francisco Timoner, OP (* 26. Januar 1968 in Daet, Provinz Camarines Norte) ist ein philippinischer römisch-katholischer Priester und ist seit 2019 Ordensmeister des Dominikanerordens.
Timoner graduierte 1991 in Philosophie am Philippine Dominican Center for International Studies und 1994 in Theologie an der Päpstlichen und Königlichen Universität des heiligen Thomas von Aquin in Manila. 1985 trat er der Ordensgemeinschaft der Dominikaner bei und legte 1989 seine Profess ab. 1995 empfing er die Priesterweihe. An der Radboud-Universität Nijmegen absolvierte er ein Studium in interkultureller Theologie.  Er war Professor für Theologie an der Universität des heiligen Thomas von Aquin in Manila sowie ihr Vizekanzler. Er war Provinzial der Ordensprovinz der Dominikaner auf den Philippinen und Sozius des Ordensmeisters für Asien/Pazifik. 2014 wurde er von Papst Franziskus als Mitglied in die Internationale Theologenkommission berufen.
Am 13. Juli 2019 wurde er beim Generalkapitel des Predigerordens in Biên Hòa, Vietnam, zum 87. Nachfolger des heiligen Dominikus gewählt. Er löste Bruno Cadoré nach neunjähriger Amtszeit als Ordensmeister des Dominikanerordens ab.